# آلدو اولیویری
آلدو اولیویری (به ایتالیایی: Aldo Olivieri) بازیکن فوتبال و اهل ایتالیا است

## تیم ملی
از سال ۱۹۳۶ میلادی عضو تیم ملی فوتبال ایتالیا بوده و در ۲۴ بازی ملی حضور داشته‌است. او در بازی‌های ملی‌اش ۲۸ گل دریافت کرد.
آلدو اولیویری آخرین بازی ملی خود را در سال ۱۹۴۰ میلادی انجام داد.